# 슬립워커스
《슬립워커스》(영어: Sleepwalkers 혹은 Stephen King's Sleepwalkers)는 미국에서 제작된 믹 개리스 감독의 1992년 공포 영화이다. 스티븐 킹이 처음으로 본인의 소설에 바탕하지 않고 새로 쓴 영화 각본이다. 브라이언 크라우스, 앨리스 크리거, 메이천 에이믹 등이 출연하였고, 마이클 그레이스 등이 제작에 참여하였다.

## 줄거리
찰스와 엄마 메리는 근친상간 연인이며 지구상에 딱 둘만 남은 슬립워커(Sleepwalker)들로, 유랑하며 생활하고 형상을 바꿀 수 있으며 피 대신 처녀의 생명력을 빨아먹는 종류의 흡혈귀이다. 평소엔 보통 인간처럼 지내지만 이족 보행하는 인호가 이들의 기본 형태이며, 염력과 환시 능력도 갖추고 있다. 유일한 약점은 고양이로, 고양이만이 이들이 조장하는 환영을 뚫고 실체를 바로 보고 발톱과 이빨로 이들을 치사에 이르게 만들 수 있으며, 두 종족은 서로를 증오한다.
모자는 캘리포니아주에서 어린 소녀 한 명을 죽인 뒤 인디애나주의 한 마을로 이사를 온다. 모두가 찰스에게 매료된 가운데 찰스는 생명력이 고갈돼 신경이 곤두선 메리를 위해 생명력을 얻으려고 새 고등학교의 동급생인 처녀 타니아에게 연애적으로 관심이 있는 척하며 접근한다. 한편 남자 교사가 찰스에게 이전 학교 수료증이 허위로 보인다고 추궁하며 성추행을 시도하자 찰스는 이 교사를 죽여 버린다.
타니아는 찰스와 묘지 근처로 소풍을 갔다가 키스를 하면서 생명력을 빨린다. 타니아는 본색을 드러낸 찰스의 눈에 코르크 따개를 박는 등 저항하지만 잠깐만 효과가 있을 뿐 찰스는 전혀 물러나는 기색이 없다. 타니아가 마침 순찰 중이던 보안관보 앤디에게 도움을 청하자 찰스는 앤디를 죽여 버린다. 찰스가 다시 타니아의 생명력을 빨려고 할 때 앤디가 늘 애지중지하며 순찰시에도 보조석에 태워 데리고 다니던 고양이 클로비스가 주인의 죽음에 분노해 찰스에게 덤벼들어 얼굴과 상체를 엉망으로 만든다.
겨우 집에 돌아온 찰스는 생사를 헤매고, 모자는 메리의 힘으로 모습이 희미해진 상태(“dim”)가 되어 경찰의 체포를 피한다. 메리는 처녀의 생명력을 주입해 찰스를 살릴 생각으로 타니아의 집에 침입해 보안관보와 주 경찰관들을 죽이고 타니아의 부모에게 치명상을 입힌다. 타니아를 납치한 메리는 거의 죽어가는 찰스에게 타니아의 생명력을 마저 들이마시도록 독려한다.
그러나 타니아는 손가락으로 찰스의 눈을 찔러 찰스를 죽이고, 클로비스가 이끄는 고양이떼가 메리를 공격한다. 타니아는 보안관의 도움으로 순찰차에 오르지만 타니아가 뒤에서 공격해 오고, 보안관은 쓰러지면서 마당에 설치된 고양이용 족쇄 덫에 붙들린 뒤 결국 말뚝 울타리에 꽂힌다. 끈질기게 달라붙는 고양이들에게 공격을 당한 끝에 메리는 자연 발화한 불에 타들어 가면서 죽는다. 타니아는 클로비스를 껴안고 서로를 위로한다.

## 출연진
- 브라이언 크라우스 - 찰스 브레이디 역
- 앨리스 크리거 - 메리 브레이디 역
- 메이천 에이믹 - 타니아 로버트슨 역
- 라이먼 워드 - 도널드 로버트슨 역
- 신디 피킷 - 헬렌 로버트슨 역
- 론 펄먼 - 솜스 경감 역
- 짐 헤이니 - 아이라 스티븐스 보안관 역
- 댄 마틴 - 앤디 심프슨 보안관보 역
- 글렌 섀딕스 - 팰로스 씨 역
- 스티븐 킹 - 묘지 관리인 역
- 존 랜디스 - 실험실 기술자 역
- 조 단테이 - 실험실 조수 역
- 클라이브 바커 - 과학 수사 기술자 역
- 토비 후퍼 - 과학 수사 기술자 역
- 마크 해밀 - 젱킨스 보안관 역 (크레디트 미기재)

## 기타 제작진
- 총괄 제작: 디미트리 로고테티스
- 공동 제작: 리처드 스텐타
- 배역: 웬디 커츠먼, 리사 미오니
- 미술: 존 디퀴어 주니어